# Сенегал на летних Олимпийских играх 2012
Сенегал на летних Олимпийских играх 2012 был представлен в 8 видах спорта.

## Результаты соревнований

### Борьба
Мужчины
Вольная борьба
| Соревнование | Спортсмены | Первый раунд       | Второй раунд       | Четвертьфинал      | Полуфинал          | Финал              |
| Соревнование | Спортсмены | Соперник Результат | Соперник Результат | Соперник Результат | Соперник Результат | Соперник Результат |
| ------------ | ---------- | ------------------ | ------------------ | ------------------ | ------------------ | ------------------ |
| до 120 кг    |            |                    |                    |                    |                    |                    |

Женщины
| Соревнование | Спортсменки | Первый раунд       | Второй раунд       | Четвертьфинал      | Полуфинал          | Финал              |
| Соревнование | Спортсменки | Соперник Результат | Соперник Результат | Соперник Результат | Соперник Результат | Соперник Результат |
| ------------ | ----------- | ------------------ | ------------------ | ------------------ | ------------------ | ------------------ |
| до 48 кг     |             |                    |                    |                    |                    |                    |

### Дзюдо
Женщины
| Соревнование | Спортсменка   | Предварительный раунд | 1/32               | 1/16               | Четвертьфиналы     | Полуфиналы         | Финал              | Первый утешительный раунд | Утешительный четвертьфинал | Утешительный полуфинал | За 3 место Финал   |
| Соревнование | Спортсменка   | Соперник Результат    | Соперник Результат | Соперник Результат | Соперник Результат | Соперник Результат | Соперник Результат | Соперник Результат        | Соперник Результат         | Соперник Результат     | Соперник Результат |
| ------------ | ------------- | --------------------- | ------------------ | ------------------ | ------------------ | ------------------ | ------------------ | ------------------------- | -------------------------- | ---------------------- | ------------------ |
| свыше 57 кг  | Ортанс Дьедью |                       |                    |                    |                    |                    |                    |                           |                            |                        |                    |

### Лёгкая атлетика
Женщины
| Дисциплина | Спортсменка | Предварительный раунд | Предварительный раунд | Четвертьфиналы | Четвертьфиналы | Полуфиналы | Полуфиналы | Финал     | Финал |
| Дисциплина | Спортсменка | Результат             | Место                 | Результат      | Место          | Результат  | Место      | Результат | Место |
| ---------- | ----------- | --------------------- | --------------------- | -------------- | -------------- | ---------- | ---------- | --------- | ----- |
| 200 м      |             |                       |                       |                |                |            |            |           |       |
| 400 м      |             |                       |                       |                |                |            |            |           |       |

### Тхэквондо
Женщины
| Соревнование | Спортсменка   | Турнир       | 1/8 финала         | Четвертьфинал      | Полуфинал          | Финал              |
| Соревнование | Спортсменка   | Турнир       | Соперник Результат | Соперник Результат | Соперник Результат | Соперник Результат |
| ------------ | ------------- | ------------ | ------------------ | ------------------ | ------------------ | ------------------ |
| до 57 кг     | Бинета Дьедью | За 1-е место |                    |                    |                    |                    |
| до 57 кг     | Бинета Дьедью | За 3-е место |                    |                    |                    |                    |

### Фехтование
Спортсменов — 1
В индивидуальных соревнованиях спортсмены сражаются три раунда по три минуты, либо до того момента, как один из спортсменов нанесёт 15 уколов. Если по окончании времени в поединке зафиксирован ничейный результат, то назначается дополнительная минута до «золотого» укола.
Мужчины
| Соревнование         | Спортсмены     | 1/32 финала        | 1/16 финала                        | 1/8 финала                   | Четвертьфиналы       | Полуфиналы           | Финал матч за 3-е место | Место |
| Соревнование         | Спортсмены     | Соперник Результат | Соперник Результат                 | Соперник Результат           | Соперник Результат   | Соперник Результат   | Соперник Результат      | Место |
| -------------------- | -------------- | ------------------ | ---------------------------------- | ---------------------------- | -------------------- | -------------------- | ----------------------- | ----- |
| Индивидуальная шпага | Александр Бузе |                    | Радослав Завротняк (POL) поб. 15:9 | Паоло Пиццо (ITA) пор. 11:15 | Завершил выступление | Завершил выступление | Завершил выступление    | 9     |

### Футбол
Спортсменов — 18

#### Мужчины
Состав команды
| №              | Имя            | Клуб                | Дата рождения    | Возраст | Игр     | Голов   |
| Вратари        | Вратари        | Вратари             | Вратари          | Вратари | Вратари | Вратари |
| -------------- | -------------- | ------------------- | ---------------- | ------- | ------- | ------- |
| 1              | Осман Мане     | Диамбарс            | 1 октября 1990   | 21      | 4       | -6      |
| 18             | Демба Камара   | Сошо                | 16 января 1993   | 19      | 0       | 0       |
| Защитники      |                |                     |                  |         |         |         |
| 2              | Салиу Кисс     | Тромсё              | 15 сентября 1989 | 22      | 3       | 0       |
| 3              | Ибрахима Сек   | Эпиналь             | 10 августа 1989  | 22      | 1       | 0       |
| 4              | Абдулайе Ба    | Академика (Коимбра) | 1 января 1991    | 21      | 3       | 0       |
| 5              | Папа Гуйе*     | Металлист (Харьков) | 7 июня 1984      | 28      | 4       | 0       |
| 6              | Загро Туре     | Булонь              | 11 ноября 1989   | 22      | 4       | 0       |
| 8              | Шуйху Куяте    | Андерлехт           | 21 декабря 1989  | 22      | 4       | 0       |
| 9              | Кара Мбоди     | Тромсё              | 11 ноября 1989   | 22      | 3       | 0       |
| 16             | Папе Суаре     | Лилль               | 6 июня 1990      | 22      | 4       | 0       |
| Полузащитники  |                |                     |                  |         |         |         |
| 7              | Мусса Конате   | Маккаби (Тель-Авив) | 3 апреля 1993    | 19      | 4       | 5       |
| 10             | Садио Мане     | Мец                 | 10 апреля 1992   | 20      | 4       | 0       |
| 13             | Мохамед Диаме* | Вест Хэм Юнайтед    | 14 июня 1987     | 25      | 4       | 0       |
| 14             | Идрисса Гейе   | Лилль               | 26 сентября 1989 | 22      | 1       | 0       |
| 17             | Стефан Бадйи   | Согндал             | 29 мая 1990      | 22      | 2       | 0       |
| Нападающие     |                |                     |                  |         |         |         |
| 11             | Калиду Йеро    | Жил Висенте         | 19 августа 1991  | 20      | 4       | 0       |
| 12             | Ибраима Бальде | Осасуна             | 4 апреля 1989    | 23      | 3       | 1       |
| 15             | Магайе Гейе    | Эвертон             | 6 июля 1990      | 22      | 3       | 0       |
| Главный тренер |                |                     |                  |         |         |         |
| Флаг Сенегала  | Джозеф Кото    | Джозеф Кото         | 1 января 1960    | 52      |         |         |

Результаты
Группа A
|   | Команда        | И | В | Н | П | ГЗ | ГП | +/- | Очки |
| - | -------------- | - | - | - | - | -- | -- | --- | ---- |
| 1 | Великобритания | 3 | 2 | 1 | 0 | 5  | 2  | +3  | 7    |
| 2 | Сенегал        | 3 | 1 | 2 | 0 | 4  | 2  | +2  | 5    |
| 3 | Уругвай        | 3 | 1 | 0 | 2 | 2  | 4  | -2  | 3    |
| 4 | ОАЭ            | 3 | 0 | 1 | 2 | 3  | 6  | -3  | 1    |

| 26 июля 2012 20:00 UTC+1 | \| Великобритания \| 1:1 (1:0) Отчёт \| Сенегал \| \| Беллами 20′ \| Голы \| Конате 82′ \| | Стадион: Олд Траффорд, Манчестер Зрителей: 72 176 Судья: Равшан Ирматов |
| Великобритания           | 1:1 (1:0) Отчёт                                                                            | Сенегал                                                                 |
| Беллами 20′              | Голы                                                                                       | Конате 82′                                                              |

| 29 июля 2012 17:00 UTC+1 | \| Сенегал \| 2:0 (2:0) Отчёт \| Уругвай \| \| Конате 10′, 37′ \| Голы \| \| | Стадион: Уэмбли, Лондон Зрителей: 75 093 Судья: Феликс Брых |
| Сенегал                  | 2:0 (2:0) Отчёт                                                              | Уругвай                                                     |
| Конате 10′, 37′          | Голы                                                                         |                                                             |

| 1 августа 2012 19:45 UTC+1 | \| Сенегал \| 1:1 (0:1) Отчёт \| ОАЭ \| \| Конате 49′ \| Голы \| Матар 21′ \| | Стадион: Стадион города Ковентри, Ковентри Зрителей: 28 652 Судья: Свейн Оддвар Моэн |
| Сенегал                    | 1:1 (0:1) Отчёт                                                               | ОАЭ                                                                                  |
| Конате 49′                 | Голы                                                                          | Матар 21′                                                                            |

1/4 финала
| 4 августа 2012 14:30 UTC+1                             | \| Мексика \| 4:2 (д. в.) Отчёт \| Сенегал \| \| Энрикес 10′ · Акино 62′ · дос Сантос 98′ · Эррера 109′ \| Голы \| Конате 69′ · Бальде 76′ \| | Стадион: Уэмбли, Лондон Зрителей: 81 855 Судья: Марк Клаттенбург |
| Мексика                                                | 4:2 (д. в.) Отчёт | Сенегал                                                          |
| Энрикес 10′ · Акино 62′ · дос Сантос 98′ · Эррера 109′ | Голы | Конате 69′ · Бальде 76′                                          |